# Plaça d'armes (Ciutat de Luxemburg)
La Plaça d'armes (en francès: Place d'Armes; en luxemburguès: Plëss d'Arem) és una plaça a la ciutat de Luxemburg, al sud del Gran Ducat de Luxemburg. Situada en el centre de la vella ciutat, atreu un gran nombre de veïns i visitants, sobretot als mesos d'estiu. En principi va ser un pati d'armes per a les tropes que defensaven la ciutat.

## Història
Després d'un gran incendi el 1554 que va destruir gran part de la Ville Haute, es van fer plans per dissenyar una plaça en el centre de la ciutat fortificada. La tasca va ser assignada a l'enginyer militar neerlandès Sebastian van Noyen que va dissenyar la primera versió de la plaça, aleshores conegut com el Neumarkt (Nou Mercat). L'any 1671, l'enginyer espanyol Jean Charles de Landes, Comte de Louvigny, va crear un espai una mica més petit al mateix lloc. Va arribar a ésser coneguda com la Plaça d'Armes, ja que va ser utilitzada com un pati d'armes d'una guarnició. Sota Lluís XIV, va ser pavimentada amb lloses de pedra i envoltada de llimoners.

## Avui dia

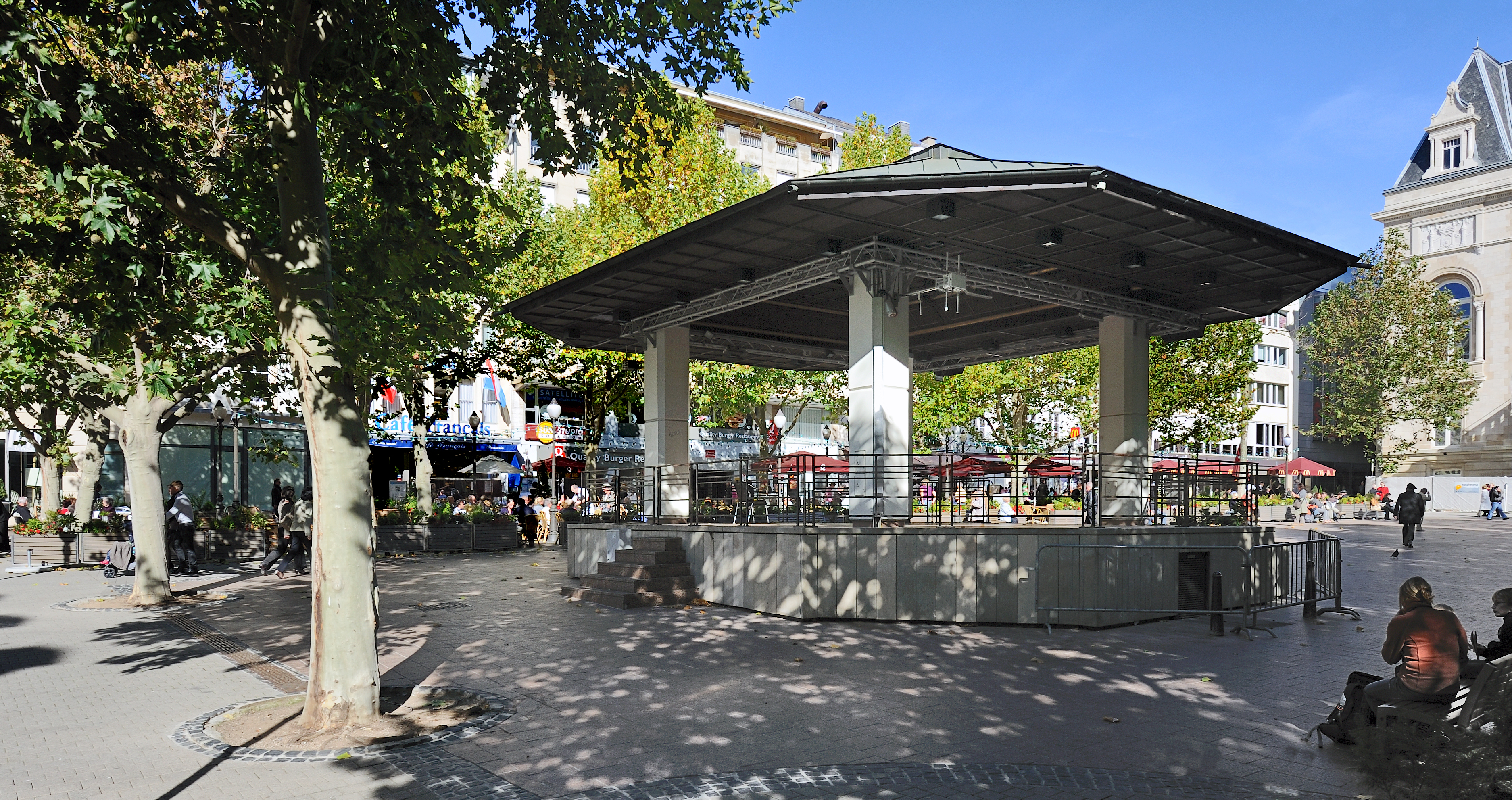
Quiosc de música a la plaça.

Ara forma part de la zona per als vianants, la plaça està envoltada per nombrosos cafès i restaurants, tots amb terrasses exteriors als mesos d'estiu. S'ha convertit en el principal centre d'activitat de la ciutat, que atreu propis i visitants de totes les edats. A on es poden escoltar bandes i grups musicals en concerts des del quiosc de música central durant totes les nits d'estiu. Cada segon i quart dissabte, hi ha un mercat d'antiguitats i al desembre s'instal·la a la plaça el mercat de Nadal.

## Cercle Municipal
El Palau Municipal o Cercle Municipal com es coneix en general, se situa en l'extrem oriental de la plaça. Va ser dissenyat com un edifici administratiu amb sales de recepció. L'estructura principal es va completar el 1906, però el treball a l'interior va caldre esperar fins al 1909.

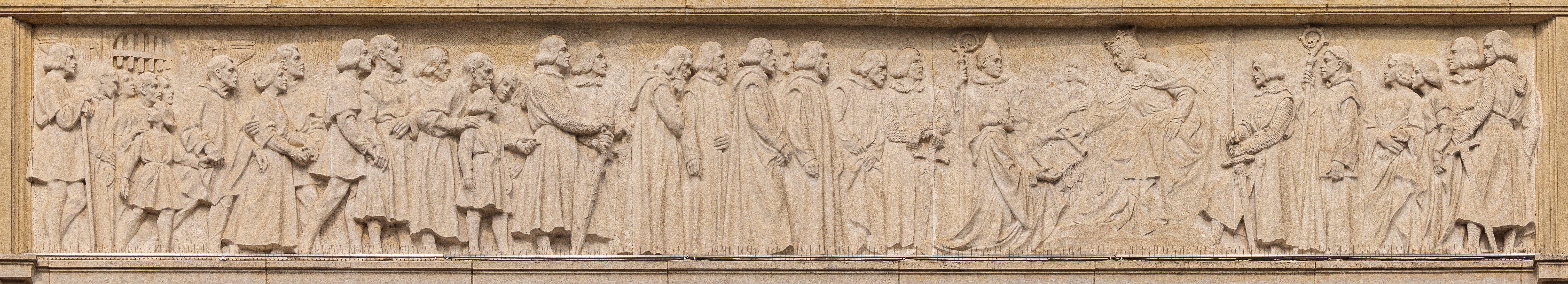
Relleu amb la concessió de la Carta de l'Emancipació.

A la façana, hi ha una escultura de l'artista de Luxemburguès Pierre Federspiel de la comtessa Ermesinda I de Luxemburg amb la concessió de la Carta de l'Emancipació el 1244 que garantia els drets i deures dels ciutadans cap a la noblesa.
Després d'un període en què es va utilitzar per al Tribunal Europeu de Justícia el Palau Municipal serveix, des de 1969, com a seu de celebracions i esdeveniments culturals.

Una placa al Cercle Municipal registra l'alliberació de Luxemburg durant la Segona Guerra Mundial: 
| « | A aquesta plaça, el 10 de setembre 1944, els habitants de Luxemburg van donar la benvinguda amb calidesa als seus alliberadors, els valents soldats de la 5ena Divisió Blindada dels Estats Units i les seves alteses reial] el príncep Fèlix de Borbó-Parma i el príncep hereu Joan I de Luxemburg. | » |